# Don Bragg

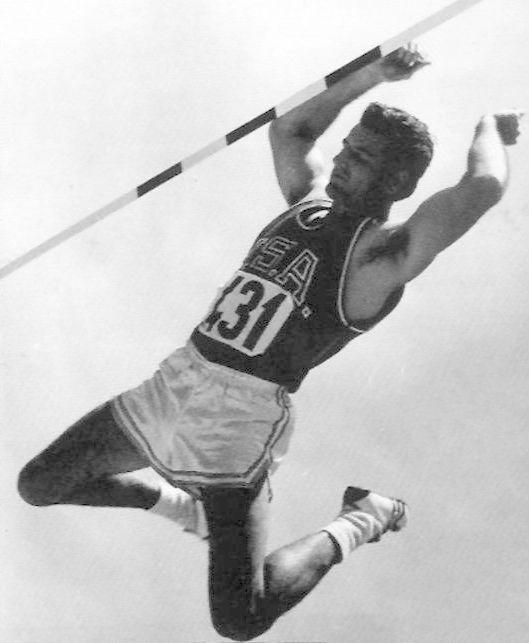
Don Bragg in actie tijdens de Olympische Spelen van 1960 in Rome.

Donald George (Don) Bragg (Penns Grove, 15 mei 1935 – Oakley, 16 februari 2019) was een Amerikaanse atleet, die gespecialiseerd was in het polsstokhoogspringen. Van 1954 tot 1960 behoorde hij tot de wereldtop. Hij vertegenwoordigde de Verenigde Staten op de Olympische Spelen van Rome in 1960 en won daar een gouden medaille. Hij was tevens vanaf 1960 gedurende tien maanden houder van het wereldrecord en was de laatste atleet die dit record op zijn naam schreef met een metalen polsstok.

## Biografie

### Tarzan als bijnaam
Bragg was het derde kind van in totaal acht broers en zusters, van wie de ouders circusartiesten waren. Als kind voelde hij zich sterk aangetrokken tot zijn filmheld 'Tarzan'. In de bossen rondom zijn ouderlijk huis in New Jersey had hij her en der touwen aan boomtakken vastgeknoopt, waarmee hij regelmatig van tak naar tak slingerde onder het uitstoten van de bekende Tarzankreet. Hij vereenzelvigde zich zozeer met zijn filmheld, dat hij op den duur geheel opging in die rol. Geen wonder dus dat hij zich al vroeg aangetrokken voelde tot het acrobatische polsstokhoogspringen, waarmee hij reeds op negentienjarige leeftijd tot de hoogte van 4,60 m kwam (ter vergelijking: het wereldrecord stond toen op 4,77). Zijn probleem was dat hij vanwege zijn voor een polsstokhoogspringer ongebruikelijk hoge gewicht van bijna 90 kg nogal eens een aluminium polsstok brak. Naar eigen zeggen waren dat er in de loop der jaren in totaal 27. Die stokken hadden nog een nadeel: bij het vervoer ervan per trein moest je uitkijken dat je er geen elektriciteitsleiding mee raakte, zoals Bragg een keer deed tijdens het instappen in Philadelphia. Hij raakte een elektriciteitsleiding en elektrocuteerde zichzelf bijna.
Zijn bijnaam 'Tarzan' ontleent hij aan het feit dat hij, net als toen hij als kind van boom tot boom slingerde, bij het overschrijden van de lat steeds de Tarzankreet slaakte.

### Wereldrecord en olympisch kampioen
Bragg behoorde tot de laatste sterke polsstokhoogspringers die gebruik maakten van een metalen polsstok. De Olympische Spelen van 1956 in Melbourne moest hij vanwege een blessure aan zich voorbij laten gaan. Vier jaar later echter verbeterde hij in de aanloop naar de Olympische Spelen van 1960 het wereldrecord polsstokhoogspringen tot 4,80 tijdens de olympische selectiewedstrijden, waarna hij in Rome een gouden medaille won met een sprong van 4,70. In 1959 bracht hij in Philadelphia het wereldindoorrecord op 4,81.
Met zijn lengte van 1,90 meter was Bragg een van de langste polsstokhoogspringers in de geschiedenis. Toen hij studeerde op de Villanova University, won hij in 1955 het NCAA-kampioenschap en werd van 1955 tot 1957 IC4A-kampioen (in- en outdoor).

### In de rol van Tarzan
Braggs droom was om de rol van Tarzan in de Tarzan-films te spelen. Vier jaar na zijn olympische titel leek deze droom ook daadwerkelijk in vervulling te gaan, want als opvolger van Johnny Weissmuller speelde hij de titelrol in "Tarzan and the Jewel of Opar". De film is echter nooit in première gegaan, doordat een rechtszaak dit blokkeerde. Het bleef bij deze ene keer en dus heeft Bragg zijn droom nooit kunnen waarmaken.
Hij werd later atletiekdirecteur op het Stockton State College (N.J.), eigenaar van een zomercamping en schrijver van het boek A Chance to Dare: The Don Bragg Story.

## Titels
- Olympisch kampioen polsstokhoogspringen - 1960
- Pan-Amerikaanse Spelen kampioen polsstokhoogspringen - 1959
- NCAA-kampioen polsstokhoogspringen - 1955
- Amerikaans kampioen polsstokhoogspringen - 1959
- Amerikaans indoorkampioen polsstokhoogspringen - 1956, 1958, 1959, 1960, 1961

## Persoonlijke records
| Onderdeel                      | Prestatie      | Datum       | Plaats       |
| ------------------------------ | -------------- | ----------- | ------------ |
| polsstokhoogspringen (outdoor) | 4,80 m (ex-WR) | 2 juli 1960 | Palo Alto    |
| polsstokhoogspringen (indoor)  | 4,81 m (ex-WR) | 1959        | Philadelphia |

## Palmares

### polsstokhoogspringen
- 1956:  Amerikaanse indoorkamp. - 4,60 m
- 1958:  Amerikaanse indoorkamp. - 4,57 m
- 1959:  Amerikaanse indoorkamp. - 4,60 m
- 1959:  Amerikaanse kamp. - 4,65 m
- 1959:  Pan-Amerikaanse Spelen - 4,62 m
- 1960:  Amerikaanse indoorkamp. - 4,70 m
- 1960:  OS - 4,70 m (OR)
- 1961:  Amerikaanse indoorkamp. - 4,65 m

1896: Welles Hoyt ·
1900: Irving Baxter ·
1904: Charles Dvorak ·
1908: Edward Cook & Alfred Gilbert ·
1912: Harry Babcock ·
1920: Frank Foss ·
1924: Lee Barnes ·
1928: Sabin Carr ·
1932: Bill Miller ·
1936: Earle Meadows ·
1948: Guinn Smith ·
1952: Bob Richards ·
1956: Bob Richards ·
1960: Don Bragg ·
1964: Fred Hansen ·
1968: Bob Seagren ·
1972: Wolfgang Nordwig ·
1976: Tadeusz Ślusarski ·
1980: Władysław Kozakiewicz ·
1984: Pierre Quinon ·
1988: Serhij Boebka ·
1992: Maksim Tarasov ·
1996: Jean Galfione ·
2000: Nick Hysong ·
2004: Tim Mack ·
2008: Steven Hooker ·
2012: Renaud Lavillenie ·
2016: Thiago Braz da Silva ·
2020: Armand Duplantis ·
2024: Armand Duplantis
- Gemeinsame Normdatei: 1178456099
- International Standard Name Identifier: 0000 0000 3865 2929
- Library of Congress Control Number: n2008005874
- Virtual International Authority File: 51154996
- WorldCat: E39PBJy8qTwgbqm9m8V3XcgxjC